# Michel Dreyfus
Pour les articles homonymes, voir Dreyfus.
Michel Dreyfus est un historien français, né le 12 décembre 1945.
Spécialiste de l’histoire du mouvement ouvrier, notamment du syndicalisme et de la mutualité, il est directeur de recherche au CNRS au Centre d'histoire sociale du XXe siècle à l'Université Paris-I Panthéon-Sorbonne.

## Biographie
« Après avoir passé le concours de l'École nationale supérieure de bibliothécaire (ENSB) en 1969 et en être ressorti conservateur de bibliothèque l’année suivante, j’ai été nommé en janvier 1972 à la Bibliothèque de documentation internationale contemporaine (BDIC). », ainsi présente-il les débuts de sa carrière dans le numéro 79 des Cahiers Léon Trostky de décembre 2002. Il occupe cette fonction à la BDIC jusqu'à fin juin 1982.
Michel Dreyfus publie de nombreux articles dans Le Mouvement social, Communisme, Revue d'histoire moderne et contemporaine et Vingtième Siècle. Revue d'histoire. Il est également un des collaborateurs depuis 1976 du Dictionnaire biographique du mouvement ouvrier français publié sous la direction de Jean Maitron et Claude Pennetier (44 volumes aux Éditions Ouvrières/Éditions de l'Atelier).
Il appartient au comité de direction de la Revue des études coopératives mutualistes et associatives (Recma). Enfin, il est l'un des fondateurs, en 1983, du centre d'études et de documentation sur l'émigration italienne (CEDEI) qu’il préside depuis 1995.
Il mène à partir de 2009 des recherches sur l'histoire comparée des assurances sociales en Europe, de 1914 à 1945, et sur les rapports entre la gauche et l’antisémitisme à la fin du XIXe siècle.

## Publications
- Bureau de  Londres ou IVe Internationale : socialistes de gauche et trotskystes en Europe, 1933-1940, Paris, EHESS, 1978. Thèse de 3e cycle
- Les Sources de l'histoire ouvrière, sociale et industrielle en France (XIXe - XXe siècles), Guide documentaire, Collection Mouvement social, Paris, Les Éditions Ouvrières, 1987, 291 p.
- PCF : crises et dissidences de 1920 à nos jours, Complexe, 1990.
- L'Europe des socialistes, 1889-1989, Complexe, 1991, 352 p.
- Mutualité de tous les pays : un passé riche d’avenir (dir., en collaboration avec Bernard Gibaud) Paris, Mutualité Française, 1995.
- Histoire de la CGT. Cent ans de syndicalisme en France, Bruxelles, Complexe, 1995, 407 p.
- Gaziers-Électriciens (dir.), volume thématique du Dictionnaire biographique du mouvement ouvrier français, coll. « Jean Maitron », Éditions de l'Atelier, 1996, 347 p.
- Démocratie, solidarité et mutualité. Autour de la loi de 1898 (dir., en collaboration avec B. Gibaud et A. Gueslin), Paris, Ed. Economica/Mutualité française, 1999, 344 p.
- 1900-2000. La Mutualité dans le siècle (en collaboration avec B. Gibaud), Paris, Mutualité française, 2000, 124 p.
- Liberté, égalité, mutualité. Mutualisme et syndicalisme (1852-1967), Paris, Éditions de l’Atelier, 2001, 350 p.
- Les Dirigeants mutualistes de la fin du XIXe au début du XXIe siècle, Paris, Mutualité française, 2003, 230 p.
- La Naissance de Force ouvrière, autour de Robert Bothereau (en collaboration avec Gérard Gautron et Jean-Louis Robert), Rennes, Presses Universitaires de Rennes, 2003.
- Le Siècle des communismes (dir., en collaboration), éd. augmentée et mise à jour, Paris, Points Seuil, 2004, 790 p.
- La CGT dans les années 1950 (dir. avec Elyane Bressol, Joël Hedde et Michel Pigenet), Rennes, Presses Universitaires de Rennes, 2005, 488 p.
- Se protéger, être protégé. Une histoire des Assurances sociales en France (dir. avec Michèle Ruffat, Vincent Viet, Danièle Voldman, avec la collaboration de Bruno Valat), Rennes, Presses universitaires de Rennes, coll. « Histoire », 2006, 347 p.
- Une Histoire d’être ensemble. La MGEN, 1946-2006, Paris, Éditions Jacob-Duvernet, 2006, 335 p.
- Les Femmes et la mutualité, de la Révolution française à nos jours, Paris, Éditions Pascal, 2006, 128 p.
- L'antisémitisme à gauche : histoire d'un paradoxe, de 1830 à nos jours, Paris, La Découverte, 2009, 345 p. (ISBN 978-2-7071-5301-2, présentation en ligne)Réédition augmentée d'une postface inédite de l'auteur : L'antisémitisme à gauche : histoire d'un paradoxe, de 1830 à nos jours, Paris, La Découverte, coll. « La Découverte-poche. Essais », 2011, 358 p. (ISBN 978-2-7071-6998-3, présentation en ligne), [présentation en ligne].
- avec Éric Belouet, Robert Abdesselam, une vie criblée de balles, Quatre Chemins, 2009, préface de Michel Lacoste
- Financer les utopies. Une histoire du Crédit coopératif (1893-2013), Arles, Actes Sud, 2013, 400 p.
- Hannah Arendt et la question juive. Pour une relecture, Paris, Presses universitaires de France, 2023